# Лігілья Уругваю
Лігілья Уругваю (ісп. Liguilla Pre-Libertadores de América) — колишній футбольний турнір в Уругваї, в якому брали участь найкращі клуби країни за підсумками попереднього чемпіонату Уругваю для визначення представників у міжнародних турнірах.

## Історія
Турнір було засновано 1974 року для визначення представників від Уругваю в Кубку Лібертадорес.
З 1991 рік третя і четверта команда турніру отримувала путівку в новостворений Кубок КОНМЕБОЛ.
До 1997 року чемпіон Уругваю також зобов'язаний був брати участь в Лігільї, через що були прецеденти, коли чинний чемпіон міг не пробитися в Кубок Лібертадорес. І лише з 1998 року чемпіон країни отримав пряму путівку в Кубок Лібертадорес і в Лігільі стали розігрувати інші 2 путівки в турнір.
З 2002 року в Лігільї стали виявляти представника від Уругваю в Кубку Лібертадорес і двох представників до Південноамериканського кубку.
У сезоні 2009/10 турнір не проводився у зв'язку з участю збірної Уругваю у відбіркових матчах до ЧС-2010 і необхідністю кращої підготовки до них, а наступного року через підготовку збірною Уругваю до Кубка Америки 2011 року. Через це Асоціація футболу Уругваю закрила турнір і в подальшому учасники міжнародних турнірів стали визначатись за місцем у регулярному чемпіонаті.
| - 1974 Пеньяроль - 1975 Пеньяроль - 1976 Дефенсор - 1977 Пеньяроль - 1978 Пеньяроль - 1979 Дефенсор - 1980 Пеньяроль - 1981 Дефенсор - 1982 Насьональ - 1983 Данубіо - 1984 Пеньяроль - 1985 Пеньяроль - 1986 Пеньяроль - 1987 Монтевідео Уондерерс - 1988 Пеньяроль - 1989 Дефенсор Спортінг - 1990 Насьональ - 1991 Дефенсор Спортинг | - 1992 Насьональ - 1993 Насьональ - 1994 Пеньяроль - 1995 Дефенсор Спортінг - 1996 Насьональ - 1997 Пеньяроль - 1998 Белья Віста - 1999 Насьональ - 2000 Дефенсор Спортінг - 2001 Монтевідео Вондерерз - 2002 Фенікс - 2003 Фенікс - 2004/2005 Пеньяроль - 2006 Дефенсор Спортінг - 2007 Насьональ - 2008 Насьональ - 2009 Серро |

## Перемоги
- Пеньяроль — 12
- Дефенсор Спортінг — 8
- Насьональ — 8
- Фенікс — 2
- Монтевідео Вондерерз — 2
- Белья Віста — 1
- Данубіо — 1
- Серро — 1